# Bourdon terrestre
Espèce
Le bourdon terrestre (Bombus terrestris), est une espèce d'insectes hyménoptères de la famille des Apidae (de Apis : abeille). Bon pollinisateur, ce bourdon, qui recrée tous les ans de nouvelles colonies établies sous la terre, est commun en Europe, où il est élevé.

## Dénominations
- Nom scientifique valide : Bombus terrestris  (Linnaeus, 1758)[1] ou Bombus (Bombus) terrestris (L., 1758)[2],
- Nom vulgaire (vulgarisation scientifique) recommandé ou typique en français : bourdon terrestre[3],[4],
- Nom vernaculaire (langage courant), pouvant désigner éventuellement d'autres espèces : bourdon[3], cul-blanc.

Bombus terrestris appartient au sous-genre Bombus sensu stricto (aussi noté « Bombus (Bombus) ») qui rassemble des espèces parfois difficiles à distinguer visuellement du bourdon terrestre : Bombus affinis, Bombus cryptarum, Bombus franklini, Bombus ignitus, Bombus lucorum, Bombus magnus, Bombus occidentalis et Bombus terricola. L'identification des spécimens Bombus terrestris par les spécialistes est généralement réalisée par observation microscopique (genitalia) ou analyse ADN.
Il existe également 9 sous-espèces de Bombus terrestris, avec des couleurs différentes, liées notamment à des variations géographiques et isolements insulaires (Canaries, Corse, etc) :  B. terrestris africanus, B. terrestris audax, B. terrestris calabricus, B. terrestris canariensis, B. terrestris dalmatinus, B. terrestris lusitanicus, B. terrestris sassaricus, B. terrestris terrestris et B. terrestris xanthopus.

## Habitat et aire de répartition
Le bourdon terrestre a colonisé presque tous les milieux terrestres de plaine et moyenne montagne. C'est le bourdon le plus commun en Europe.
Il est essentiel en région tempérée où il est plus efficace que les abeilles car il pollinise dès l'aube, au printemps à des températures inférieures à 15 °C, par temps couvert, pluvieux et même venteux. Il présenterait une importance croissante en matière de pollinisation, en raison notamment du recul des populations d'abeilles sauvages et domestiques.
Élevé pour la pollinisation, on trouve dans le commerce des petits nichoirs et des ruches à bourdons. Il est notamment utilisé en culture sous serre où son comportement très peu agressif et ses aptitudes à faire vibrer les fleurs des plants de tomates ou à polliniser uniformément les fleurs des fraisiers sont très appréciées.

## Description
C’est un insecte de 11 à 23 mm caractérisé par son abdomen à l'extrémité blanche (parfois teintée de roux) ce qui lui vaut le surnom de « cul blanc ». Le collier et le 2e segment abdominal sont orange ou jaune d'or.

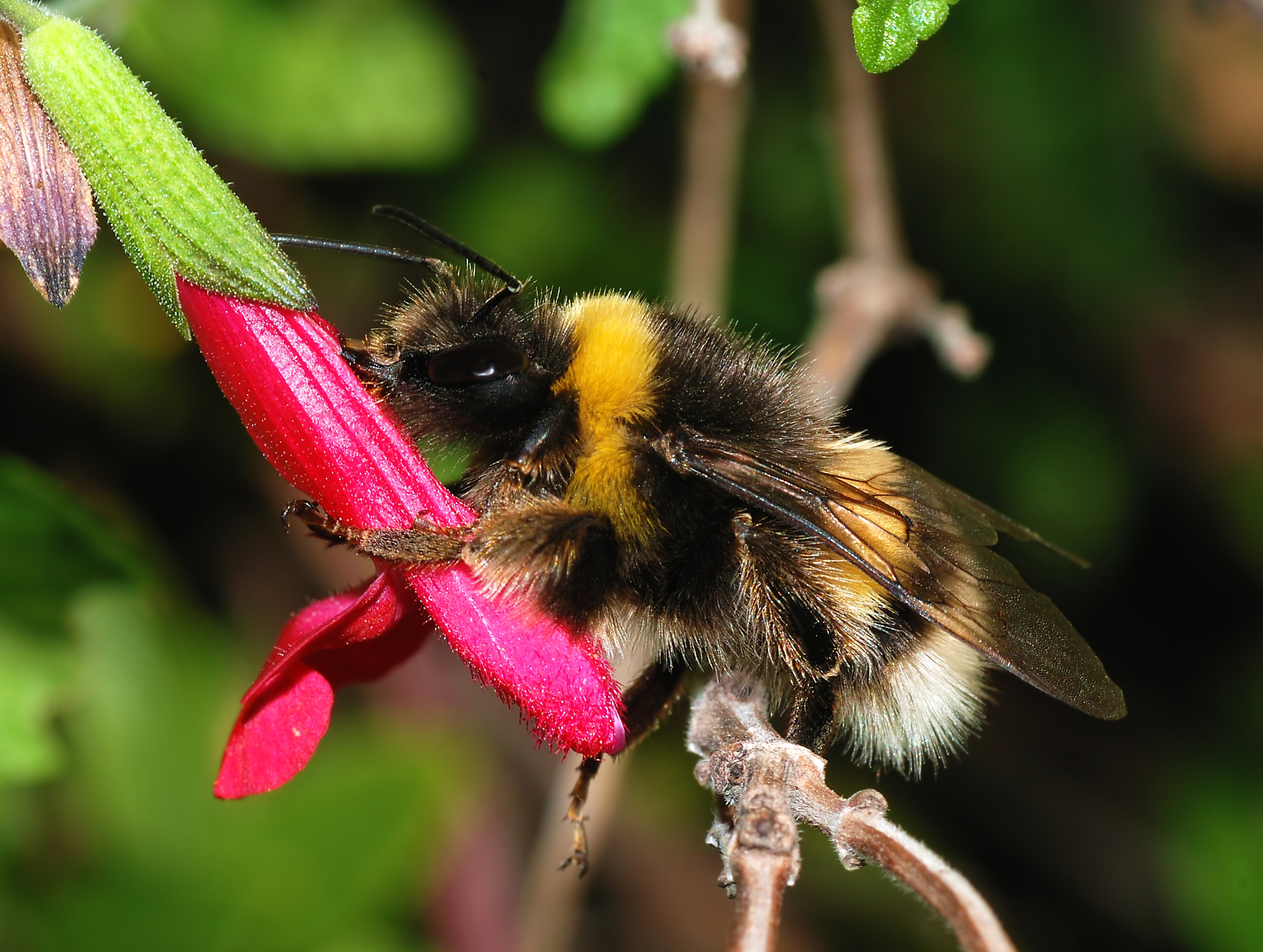
Vue latérale
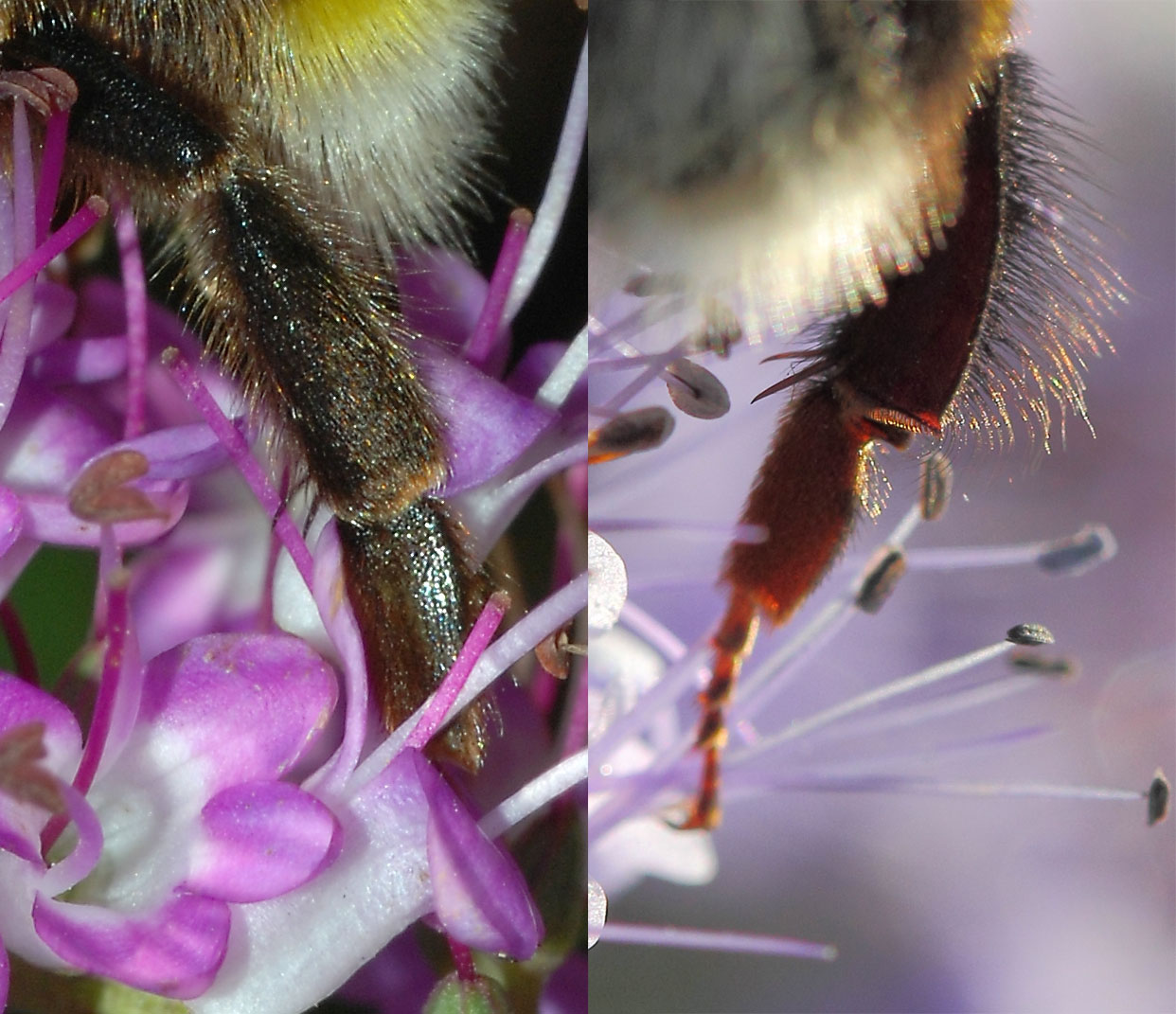
Pattes
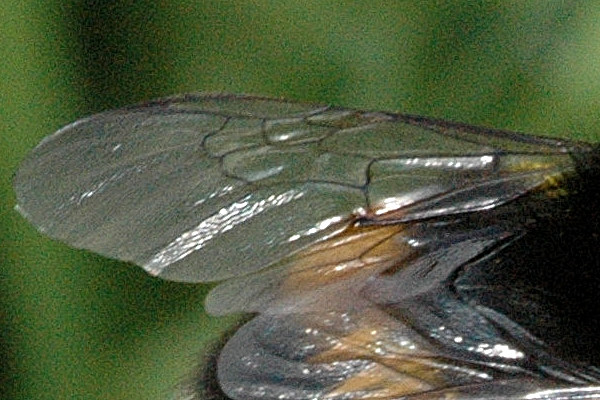
Ailes
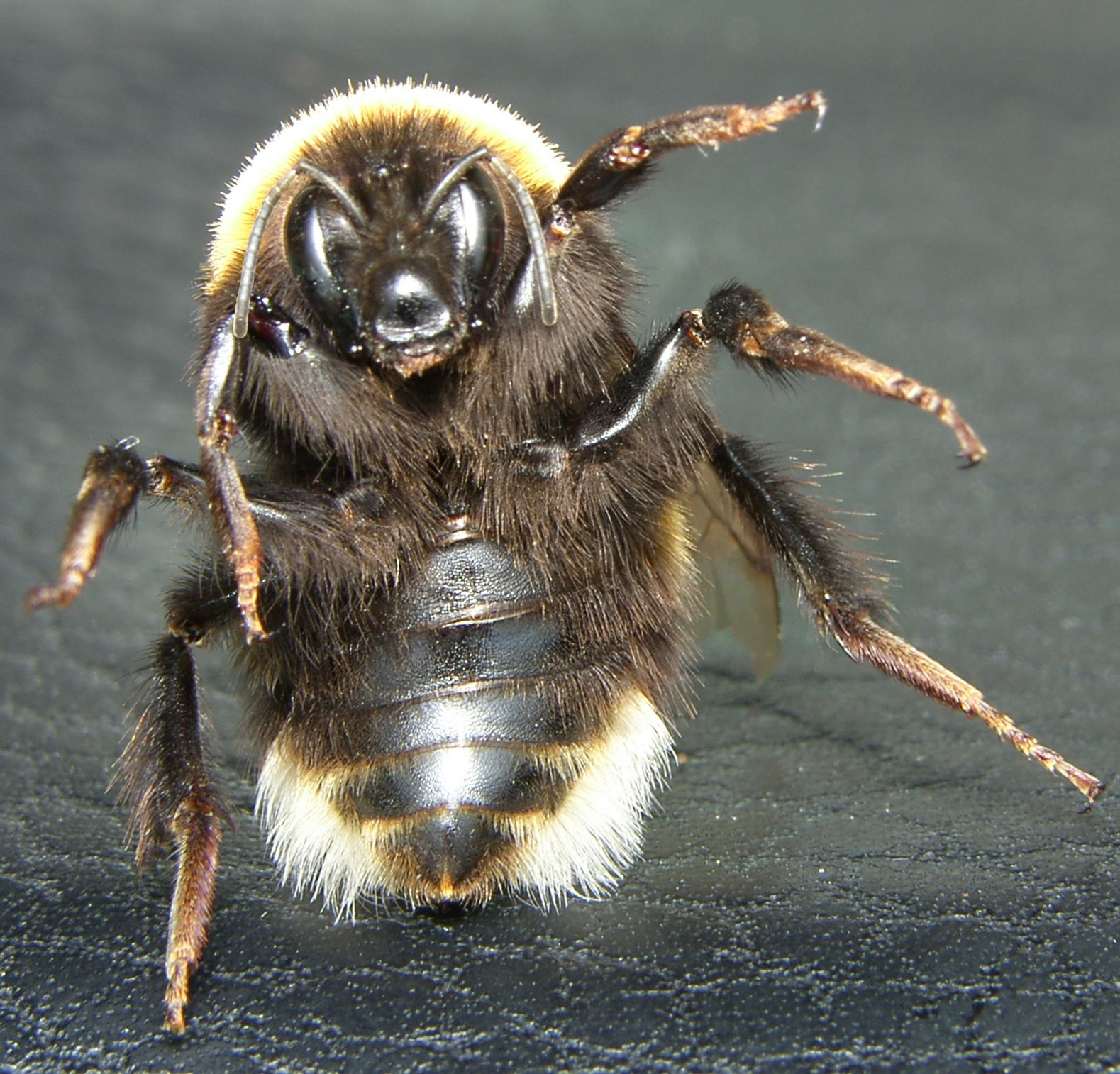
Face ventrale
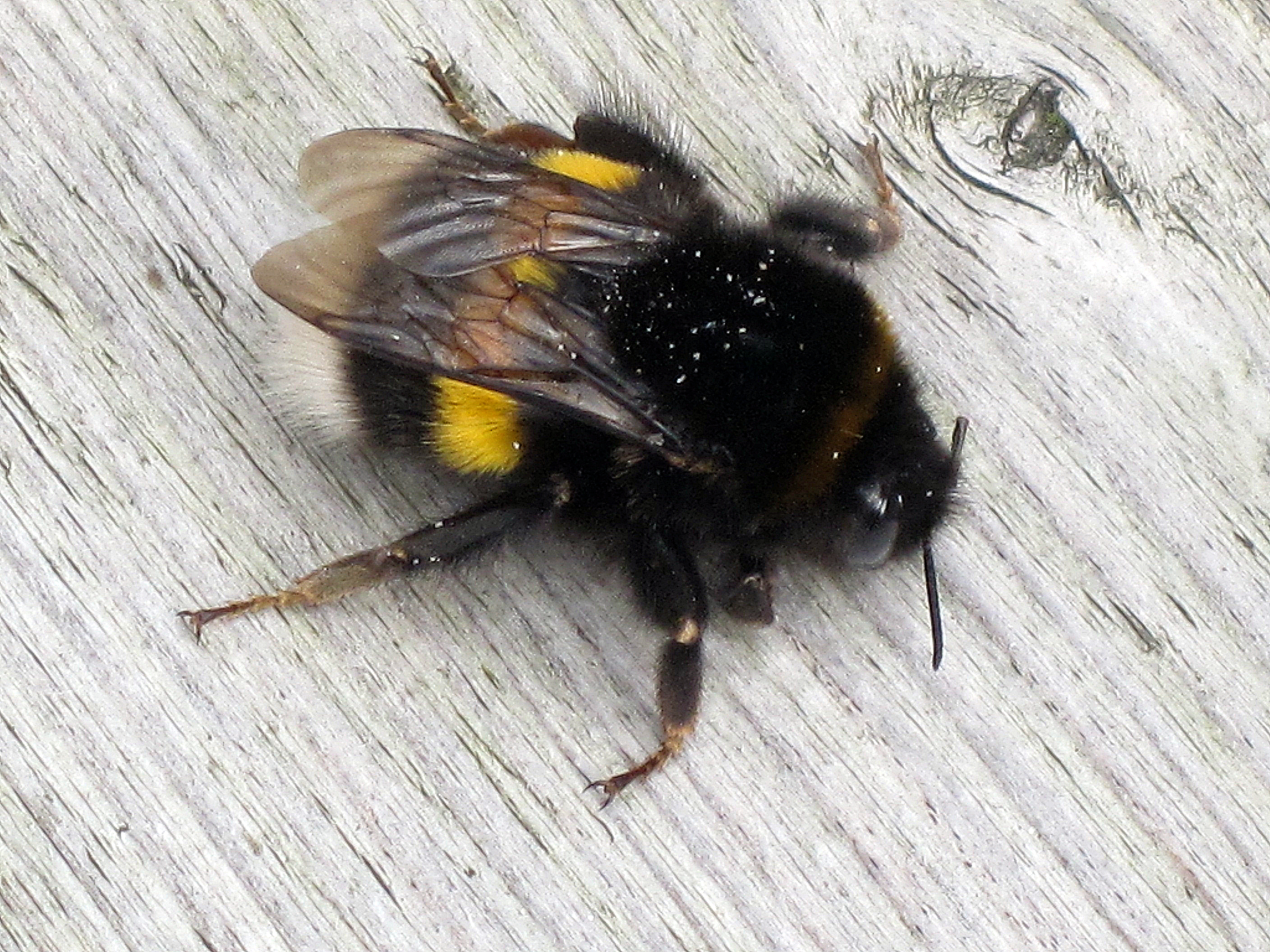
Une reine

## Alimentation
Le bourdon est nectarivore, il se nourrit du nectar qu'il trouve en butinant les fleurs qu'il pollinise. Les larves de bourdon terrestre se nourrissent de pollen apporté par les ouvrières.

## Prédateurs
L'un de ses prédateurs dans le milieu naturel est la bondrée apivore. Des campagnols pillent ses nids. Il est également parasité par des acariens.
Il est aussi attaqué par le frelon asiatique. Une étude de 2023 décrit ses méthodes de défense consistant tout d'abord à se jeter vers le sol lors d'une attaque en vol, et à se mettre sur le dos en présentant son dard à l'adversaire. Si elles sont en général couronnées de succès, leur mise en œuvre génère un stress qui nuit à la croissance des colonies.

## Statut et menaces
Il semble mieux résister que l'abeille aux modifications anthropiques de son environnement.
Il est régulièrement élevé comme pollinisateur, notamment sous serre, où son comportement peu agressif et sa capacité à travailler dès l'aube et par temps froid est très appréciée. Il se révèle un pollinisateur plus efficace que l'abeille. Les bourdons sont vendus dans des ruches à bourdons contenant une ou plusieurs colonies. Les boites ne durent qu'une saison ; il faut renouveler le couvain chaque année.
Tout comme l'abeille domestique touchée par le syndrome d'effondrement des colonies d'abeilles, les pesticides peuvent nuire considérablement aux bourdons dans le monde développé. L'étude Chronic sublethal stress causes bee colony failure publiée dans Ecology Letters le 6 octobre 2013 a permis de démontrer que l'exposition des bourdons terrestres à un insecticide à une dose comparable aux doses les plus élevées mesurées dans du nectar de plante traité peut provoquer la mort des colonies. Comme les abeilles, la femelle ouvrière possède un dard.